# HD 124553
HD 124553，又名BD-05 3837，SAO 139806、HR 5322，是一颗恒星，视星等为6.36，位于銀經337.22，銀緯51.32，其B1900.0坐标为赤經14h 9m 8.7s，赤緯-5° 51.32′ 58″。